# 綾羽 (池田市)
綾羽（あやは）は、大阪府池田市にある地名である。一丁目から二丁目まである。郵便番号は 563-0051 である。当地域の人口は、2017年12月末時点で 720 人である（池田市市民生活部総合窓口課の資料による）。面積は、2018年3月末時点で 0.404 平方キロメートルである（池田市市長公室広聴文書課の資料による）。

## 地理
池田市の中部に位置する。南部に一丁目があり、北部に二丁目がある。北は、木部町と接しており、西は、新町と接している。南は、栄本町、城山町、建石町と接しており、東は、五月丘五丁目と接している。二丁目の北部は、五月山の山域が広がっている。当地域は、池田市立池田小学校および池田市立池田中学校の校区に含まれる。二丁目は、池田山風致地区に指定されている。当地域の南部には、大阪府道9号箕面池田線（山之手線）が通っている。

## 歴史

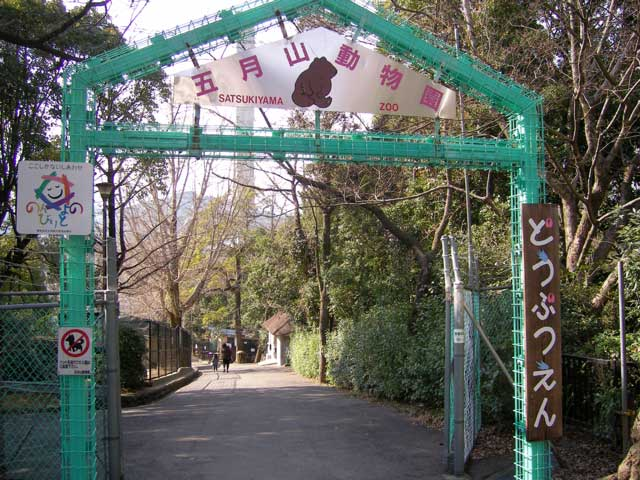
池田市立五月山動物園

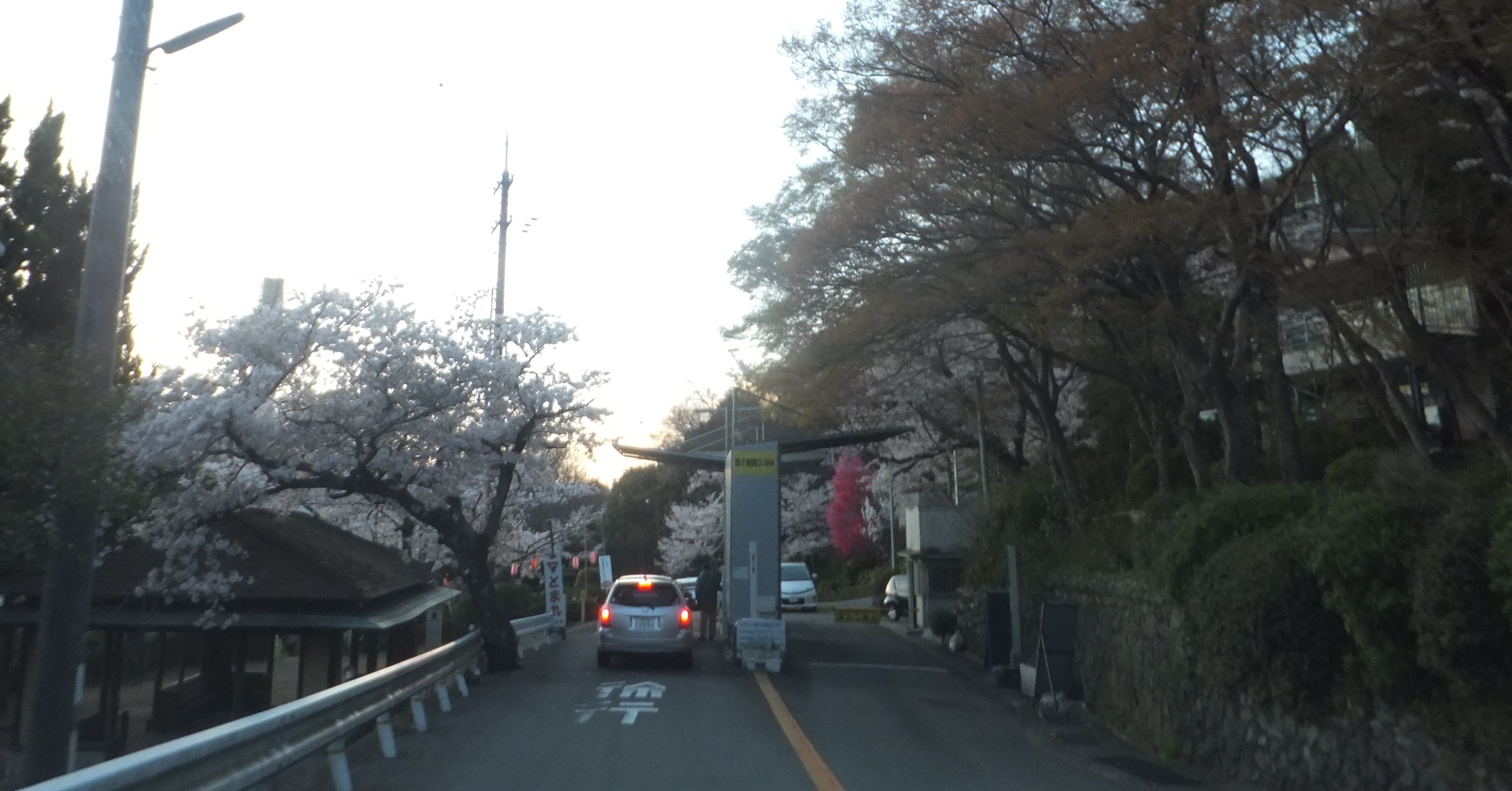
五月山ドライブウェイ

地名の由来は、二丁目にある伊居太神社に祀られている神が、穴織大明神（あやはだいみょうじん）であることによる。
- 1944年（昭和19年）4月 - 町名変更が行われ、米屋町が綾羽町一丁目に、仲之町、大西町が綾羽町二丁目に、小坂前町、寺内町が綾羽町三丁目にそれぞれ変更される[12][13]。同年末には、「綾羽新地」と呼称される花街ができた[14]。
- 1951年（昭和26年） - 商工会議所の設立に伴い、綾羽町商店会が結成される[14]。
- 1954年（昭和29年）3月 - 五月山児童遊園が開設される[15]。
- 1957年（昭和32年） - 五月山動物園が開設される[16]。
- 1958年（昭和38年） - 二丁目に五月山ドライブウェイが整備される[17]。
- 1964年（昭和39年） - 五月山テニスコートが二丁目 6-11 に開設される[18]。

- 1970年（昭和45年）3月1日 - 綾羽町一丁目から三丁目までおよび城山町、新町通三丁目が、綾羽一丁目、二丁目に変更される[19]。
- 1973年（昭和48年）6月 - 五月山児童文化センターが開設される[20]。
- 1978年（昭和53年）10月31日 - 娯三堂古墳が市指定文化財の史跡に指定される[21]。
- 1992年（平成4年）3月18日 - 田中桐江の墓が市指定文化財の史跡に指定される[21]。
- 1996年（平成8年）10月4日 - 池田市五月山体育館が開設される[22]。
- 1997年（平成9年） - ふれあい橋が杉ヶ谷川に完成し、供用が開始される[23][24]。

## 施設
- 池田市立五月山動物園[16]

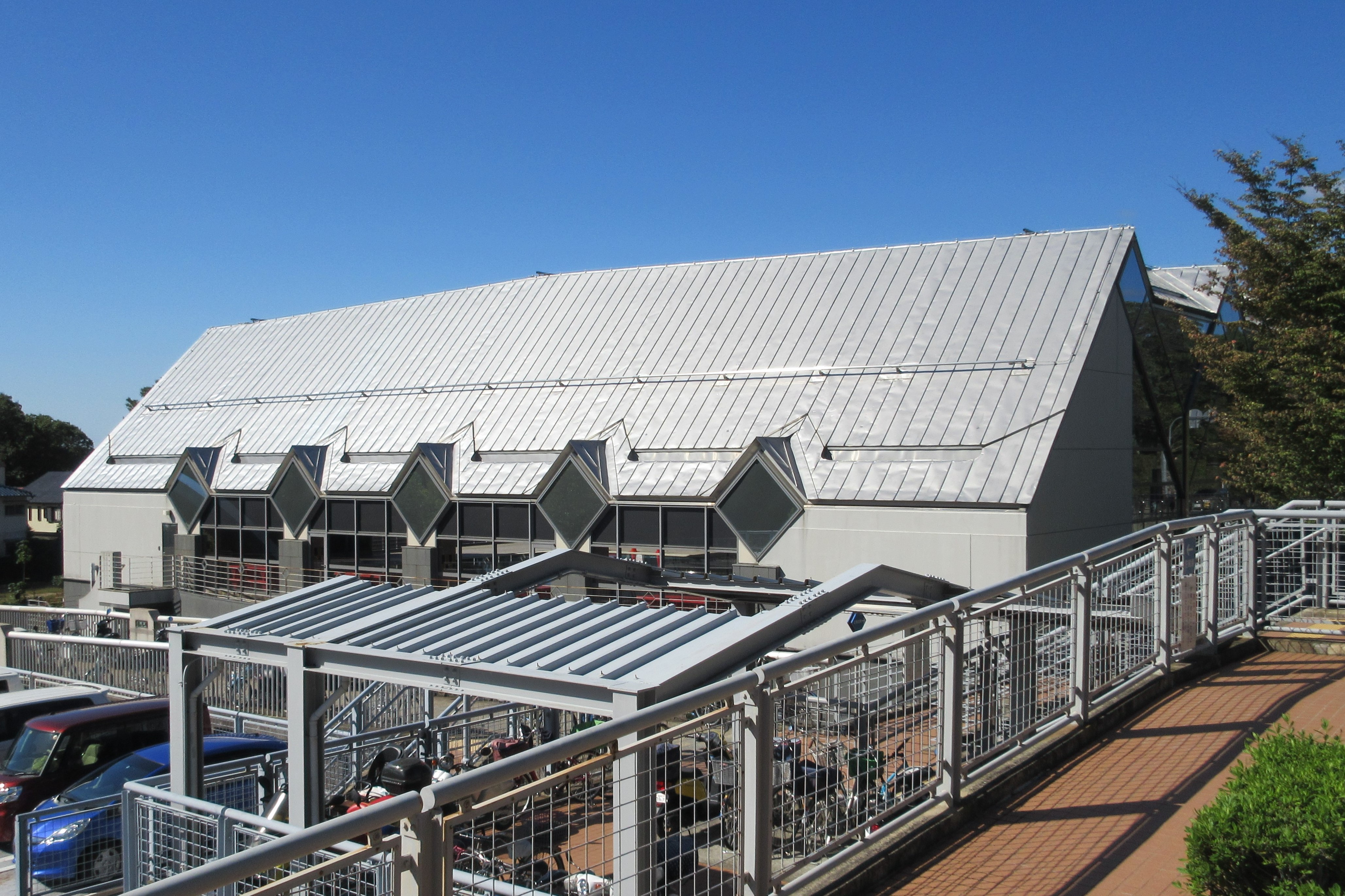
池田市五月山体育館

- 五月山公園 - 綾羽二丁目、五月丘五丁目、新町、城山町、木部町にまたがる[25]。
- 五月山児童文化センター[26]
- 池田市五月山体育館[27]